# Goldeckhütte
Die Goldeck-Hütte ist eine Schutzhütte der Sektion Spittal an der Drau des Österreichischen Alpenvereins nordöstlich vom Goldeck bei Spittal an der Drau (1945 m ü. A.).

## Baugeschichte
Die Hütte wurde 1889 durch die Sektion Villach des DuOeAV erbaut und am 1. September 1889 eröffnet. Die Sektion Oberdrautal (Sektion Spittal an der Drau) übernahm sie 1898. 1929 wurde sie erweitert und ab 1975 generalsaniert.

## Aufstiege
- Goldeck-Bergstation (2050 m), Gehzeit: 00:30
- Goldeckseilbahn-Mittelstation (1640 m), Gehzeit: 00:45

## Touren
- Staff und zurück (2218 m), Gehzeit: 06:00
- Eckwand und zurück (2221 m), Gehzeit: 06:00
- Latschur und zurück (2236 m), Gehzeit: 07:00
- Weissen See – Neusach, Gehzeit: 05:00